# Pomerol
Pomerol é uma comuna francesa na região administrativa da Nova Aquitânia, no departamento da Gironda. Estende-se por uma área de 6,24 km². Em 2010 a comuna tinha 604 habitantes (densidade: 96,8 hab./km²).